# Войцехово (гміна Жґув)
Войцехово (пол. Wojciechowo) — село в Польщі, у гміні Жґув Конінського повіту Великопольського воєводства.
Населення — 57 осіб (2011).
У 1975-1998 роках село належало до Конінського воєводства.

## Демографія
Демографічна структура станом на 31 березня 2011 року:
|          | Загалом | Допрацездатний вік | Працездатний вік | Постпрацездатний вік |
| -------- | ------- | ------------------ | ---------------- | -------------------- |
| Чоловіки | 27      | 7                  | 17               | 3                    |
| Жінки    | 30      | 5                  | 15               | 10                   |
| Разом    | 57      | 12                 | 32               | 13                   |